# Zarečensk
Zarečensk (rusky Зареченск) je vesnice v kandalakšském okrese v Murmanské oblasti na poloostrově Kola v evropské části Ruska. Žije zde 366 obyvatel (2024).

## Historie
Zarečensk vznikl v roce 1957 v souvislosti s výstavbou Jovské vodní elektrárny. Geologické průzkumy probíhaly na řece Jova, která se ukázala jako vhodné místo pro stavbu. První dělníci dorazili v roce 1956 a začali s výstavbou elektrárny, jejíž provoz byl zahájen v roce 1960.
Souběžně s elektrárnou vznikla osada pro pracovníky, nejprve v podobě stanů a dřevěných baráků. Postupně byly vybudovány dvoupatrové obytné domy a další infrastruktura. Osada byla pojmenována Zarečensk, protože se nacházela za řekou.
V době Sovětského svazu byl Zarečensk významným průmyslovým sídlem, kde fungoval Zarečenský lesní závod. V nejlepších letech dosahovala roční těžba dřeva až 150 tisíc kubických metrů a počet obyvatel dosáhl více než 5 500. Místní obyvatelé měli stabilní zaměstnání a velmi dobré výdělky, ulice byly plné dětí a večer se mladí lidé scházeli před kulturním domem. Po rozpadu Sovětského svazu nastal hospodářský útlum. Lesní závod byl uzavřen a většina průmyslové výroby zanikla.
V roce 1995 byl Zarečensk zbaven statusu sídla městského typu a přeměněn na vesnici.

## Demografie
| Rok  | Populace | Změna |
| ---- | -------- | ----- |
| 1959 | 5 376    | -     |
| 1970 | 1 504    | 3 872 |
| 1979 | 1 338    | 166   |
| 1989 | 1 256    | 82    |
| 2002 | 772      | 484   |
| 2010 | 621      | 151   |
| 2024 | 366      | 255   |

Zarečensk je vylidňující se a stagnující obec. 38 % obyvatel tvoří důchodci, 12,3 % děti do 18 let a 49,7 % je v produktivním věku. Nezaměstnanost zde dosahuje 7,4 %.

## Průmysl
Hlavním ekonomickým pilířem Zarečensku je provoz Jovské vodní elektrárny, která zůstává nejvýznamnějším zaměstnavatelem v regionu.

## Doprava
Zarečensk má pravidelné autobusové spojení s okresním městem Kandalakša.

## Galerie

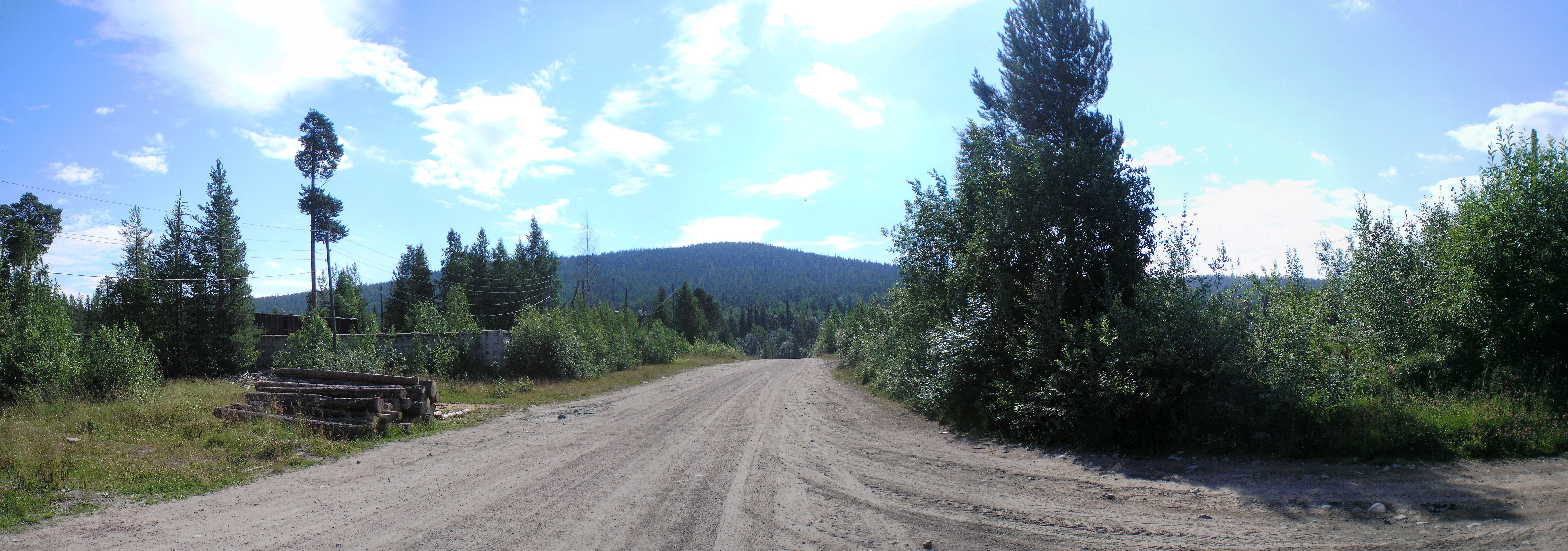
Vjezd do Zarečensku (2010)
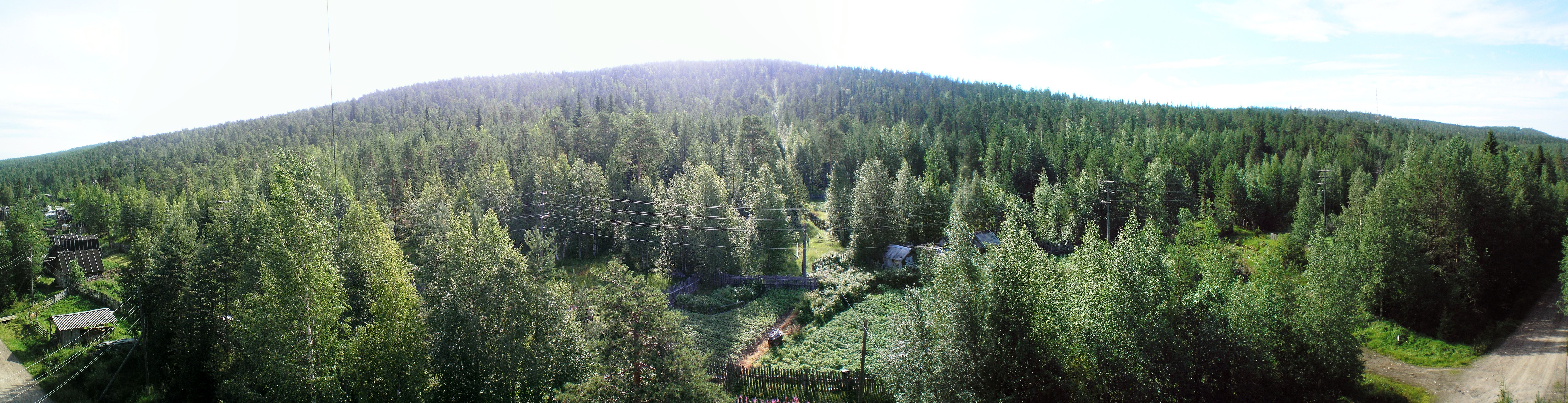
Zarečensk (2010)
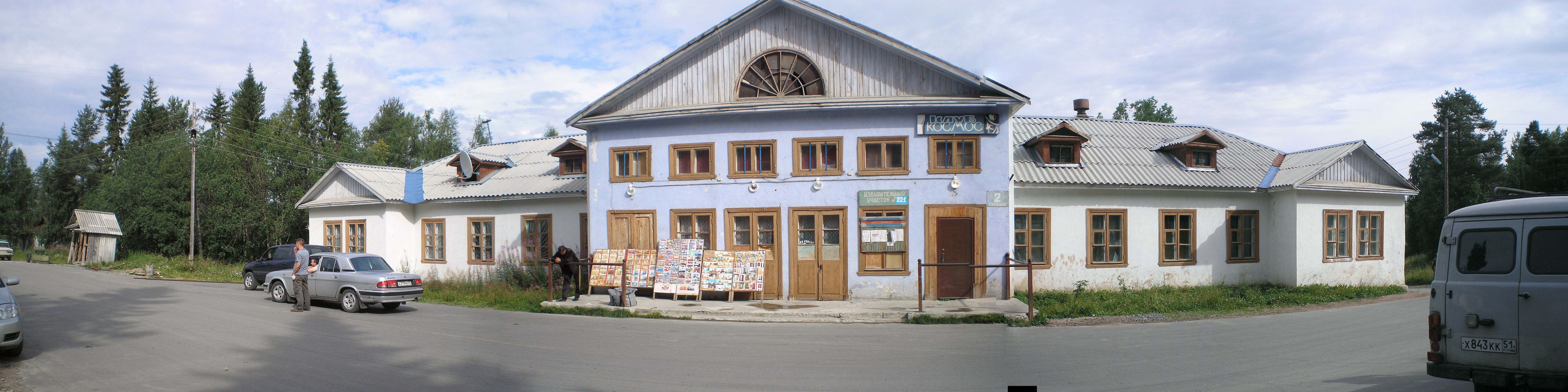
Zarečensk (2010)
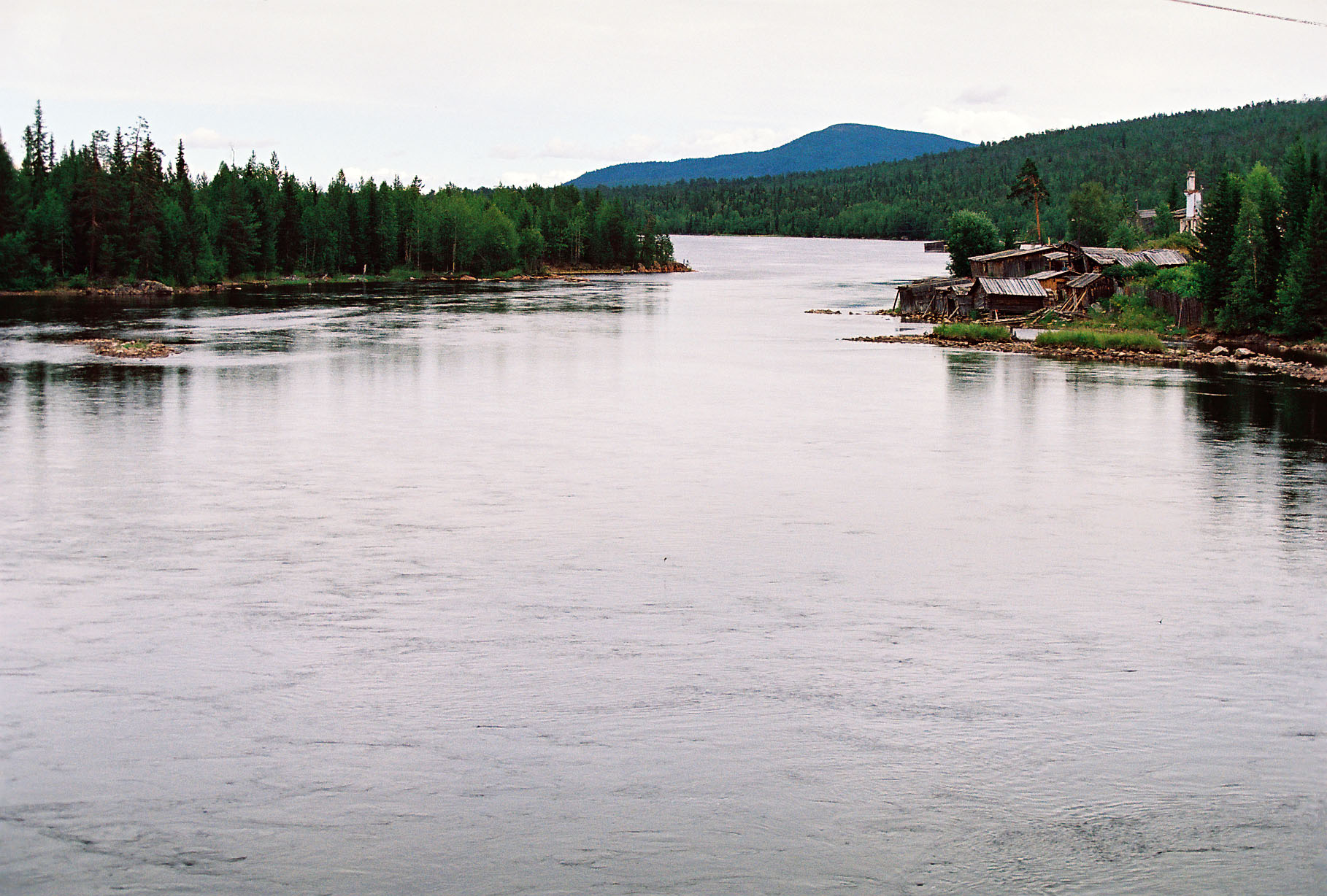
Řeka Jova u Zarečensku (2011)